# Liga de Voleibol Superior Femenino 2006
La Liga de Voleibol Superior Femenino 2006 si è svolta nel 2006: al torneo hanno partecipato 10 franchigie portoricane e la vittoria finale è andata per la terza volta alle Gigantes de Carolina.

## Regolamento
La competizione prevede che le dieci squadre partecipanti si sfidino, per circa due mesi, senza un calendario rigido, fino a disputare ventidue partite ciascuna. Le prime cinque classificate accedono direttamente ai play-off, mentre l'ottava e la settima classificata si sfidano in gara secca, con la vincente che affronta poi la sesta classificata nuovamente in gara secca, assegnando il sesto ed ultimo posto per i play-off; ai quarti di finale le prime due classificate di ciascun girone da tre squadre accedono al round-robin delle semifinali, da cui le prime due classificate danno vita alla finale.

## Squadre partecipanti
| - Criollas de Caguas - Divas de Aguadilla - Gigantes de Carolina - Indias de Mayagüez - Leonas de Ponce | - Llaneras de Toa Baja - Mets de Guaynabo - Pinkin de Corozal - Valencianas de Juncos - Vaqueras de Bayamón |

## Campionato

### Regular season

#### Classifica
| Pos. | Squadra               | Pt | G  | V  | P  | SV | SP | Ratio | PF | PS | Ratio |
| ---- | --------------------- | -- | -- | -- | -- | -- | -- | ----- | -- | -- | ----- |
| 1    | Leonas de Ponce       | 30 | 22 | 15 | 7  | -  | -  | -     | -  | -  | -     |
| 2    | Gigantes de Carolina  | 28 | 22 | 14 | 8  | -  | -  | -     | -  | -  | -     |
| 3    | Pinkin de Corozal     | 28 | 22 | 14 | 8  | -  | -  | -     | -  | -  | -     |
| 4    | Vaqueras de Bayamón   | 28 | 22 | 14 | 8  | -  | -  | -     | -  | -  | -     |
| 5    | Criollas de Caguas    | 28 | 22 | 14 | 8  | -  | -  | -     | -  | -  | -     |
| 6    | Valencianas de Juncos | 26 | 22 | 13 | 9  | -  | -  | -     | -  | -  | -     |
| 7    | Llaneras de Toa Baja  | 24 | 22 | 12 | 10 | -  | -  | -     | -  | -  | -     |
| 8    | Indias de Mayagüez    | 22 | 22 | 11 | 11 | -  | -  | -     | -  | -  | -     |
| 9    | Mets de Guaynabo      | 4  | 22 | 2  | 20 | -  | -  | -     | -  | -  | -     |
| 10   | Divas de Aguadilla    | 2  | 22 | 1  | 21 | -  | -  | -     | -  | -  | -     |

| Ammesse ai play-off scudetto - Girone A | Ammesse ai play-off scudetto - Girone B | Spareggio Wild Card |

## Classifica finale
| Pos | Squadra               |
| --- | --------------------- |
| 1   | Gigantes de Carolina  |
| 2   | Pinkin de Corozal     |
| 3   | Leonas de Ponce       |
| 4   | Vaqueras de Bayamón   |
| 5   | Criollas de Caguas    |
| 6   | Llaneras de Toa Baja  |
| 7   | Valencianas de Juncos |
| 8   | Indias de Mayagüez    |
| 9   | Mets de Guaynabo      |
| 10  | Divas de Aguadilla    |

## Premi individuali
| Premio                   | Giocatrice         | Squadra               |
| ------------------------ | ------------------ | --------------------- |
| MVP dello All-Star Game  | April Ross         | Leonas de Ponce       |
| MVP della Regular Season | Graciela Márquez   | Llaneras de Toa Baja  |
| MVP delle finali         | Glorimar Ortega    | Gigantes de Carolina  |
| Miglior palleggiatrice   | Vilmarie Mojica    | Pinkin de Corozal     |
| Miglior libero           | Evelyn Carrera     | Leonas de Ponce       |
| Rising star              | Jessica Candelario | Pinkin de Corozal     |
| Miglior esordiente       | Cynthia Díaz       | Llaneras de Toa Baja  |
| Migliore allenatore      | Rafael Olazagasti  | Leonas de Ponce       |
| Migliore presidente      | Francisco Pomar    | Leonas de Ponce       |
| All-Star Team            | Vilmarie Mojica    | Pinkin de Corozal     |
| All-Star Team            | April Ross         | Leonas de Ponce       |
| All-Star Team            | Graciela Márquez   | Llaneras de Toa Baja  |
| All-Star Team            | Karina Ocasio      | Valencianas de Juncos |
| All-Star Team            | Annerys Vargas     | Vaqueras de Bayamón   |
| All-Star Team            | Jetzabel Del Valle | Criollas de Caguas    |
| All-Star Team            | Evelyn Carrera     | Leonas de Ponce       |
| Offensive Team           | Annerys Vargas     | Vaqueras de Bayamón   |
| Offensive Team           | Graciela Márquez   | Llaneras de Toa Baja  |
| Offensive Team           | April Ross         | Leonas de Ponce       |
| Offensive Team           | Kristee Porter     | Gigantes de Carolina  |
| Offensive Team           | Karina Ocasio      | Valencianas de Juncos |
| Offensive Team           | Ogonna Nnamani     | Pinkin de Corozal     |